# Roti Canai

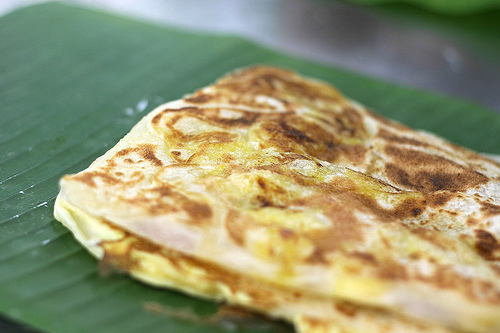
Roti Canai auf einem Bananenblatt

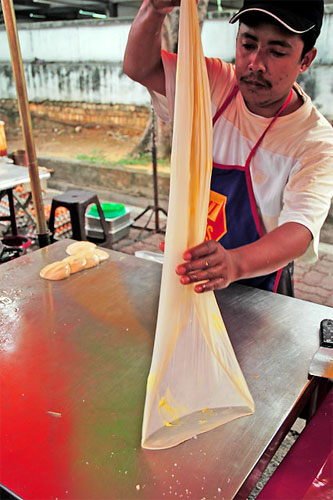
Zubereitung eines Rotis

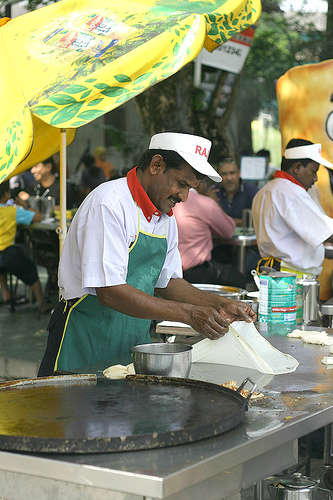
Glätten eines Rotis

Roti Canai ist ein Fladenbrot aus Malaysia. Es teilt viele Eigenschaften mit dem singapurischen Roti Prata und ist vermutlich eine Variation des ähnlichen Kerala Parotta aus Südindien. Es gehört zu den Standardgerichten in einem malaysischen Mamak-Stall-Straßenrestaurant.

## Namensherleitung
Nicht nur in mehreren Sprachen auf dem indischen Subkontinent, sondern auch auf Malaysisch bedeutet das Wort Roti Brot. Canai könnte von „Channa“, einer Soße aus Nordindien, abgeleitet sein. Ehemals servierte man das Fladenbrot mit eben dieser Soße, die hauptsächlich aus gekochten Bohnen besteht. In der malaiischen Sprache bezeichnet das Verb Canai zudem den Prozess des „Flachstreichens“ bzw. „Glättens“ oder „Ebnens“, das ein wichtiger Schritt bei der Herstellung eines Roti Canais ist.

## Zubereitung
Der Teig besteht größtenteils aus Eiern, Mehl, Wasser und Fett. Üblicherweise benutzt man Butterschmalz als Fettzutat.
Er wird mehrmals geknetet, zu einem dünnen Teiglaken ausgebreitet, geölt und zusammengefaltet. Der Teigball wird schließlich geglättet, abermals geölt und auf einem Eisenblech gebacken, bis sich einige Stellen bräunlich verfärben.
Das üblicherweise runde Roti Canai wird häufig mit Dal serviert. In einigen Gastronomiebetrieben wird das Roti auf einem Blatt der Bananenstaude angerichtet.

## Variationen
In den letzten Jahren haben sich mehrere Variationen des ursprünglichen Roti Canais in malaysischen Straßenrestaurants etabliert. Die Namensgebung erreichen die Variationen durch ein Suffix nach dem Roti. Dieses Suffix bezieht sich meistens auf die zusätzlichen Zutaten oder die Form der Variation.
Durchgesetzt haben sich Roti Telur, mit Ei-Füllung, Roti Pisang mit Bananenstücken, Roti Bawang mit Zwiebeln und Roti Milo (Kakaopulver-Füllung). Roti Tisu und Roti Bom sind nach ihrer Form (hauchdünn, aufgetürmt) benannt worden. Die Füllungen dieser Variationen machen eine Faltung des Roti-Teigs nötig, weshalb die meisten speziellen Rotis eine rechteckige Form haben.
Wegen der vielen abgeleiteten Versionen ist mittlerweile auch die Bezeichnung Roti Kosong für die ursprüngliche Form verbreitet. Es bedeutet wörtlich Brot ohne und deutet damit die Unverändertheit (ohne Zusatz) des Gerichts an.